# The Man Who Learned to Fly
The Man Who Learned to Fly è un cortometraggio muto del 1908 diretto da Lewin Fitzhamon.

## Trama
Un inventore sogna di venire appiattito da un rullo e di volare come un aquilone.

## Produzione
Il film fu prodotto dalla Hepworth.

## Distribuzione
Distribuito dalla Hepworth, il film - un cortometraggio di tredici minuti - uscì nelle sale cinematografiche britanniche nel giugno 1908.
Si conoscono pochi dati del film che, prodotto dalla Hepworth, fu distrutto nel 1924 dallo stesso produttore, Cecil M. Hepworth. Fallito, in gravissime difficoltà finanziarie, il produttore pensò in questo modo di poter almeno recuperare il nitrato d'argento della pellicola.